# Gülçiçek Hatun
Gülçiçek Hatun (osmanisch كلچیچك خاتون, griechisch Γκιουλτσιτσέκ Χατούν; geboren 1335 in Bithynien; gestorben ? in Bursa) war Ehefrau des osmanischen Sultans Murad I. und Mutter von Bayezid I.

## Leben
Einer Überlieferung zufolge war Gülçiçek die Gemahlin von Aclan Bey, einem der Prinzen des anatolischen muslimischen Fürstentums Karesi. Später wurde sie gefangen genommen, als Orhan I. das Fürstentum ca. 1344 eroberte, und wurde in den osmanischen Palast gebracht. Einige Jahre später, als Orhans Sohn Murad I. das Erwachsenenalter erreicht hatte, heiratete sie 1359 ihn. Sie gebar die zwei Söhne Bayezid I. und Yahşi Bey. Zu ihren Lebzeiten gründete sie eine religiöse und wohltätige Stiftung, die ihre muslimische Frömmigkeit öffentlich demonstrierte. Mit ihren Einnahmen baute sie eine Moschee. Sie wurde in Bursa begraben.